# RoboCop versus The Terminator (fumetto)
RoboCop versus The Terminator è una miniserie a fumetti, scritta da Frank Miller e disegnata da Walter Simonson, pubblicata da Dark Horse Comics in quattro numeri, da maggio ad agosto del 1992. È un crossover tra i franchise di RoboCop e Terminator.